# 윤지영 (아나운서)
윤지영(尹智暎, 1974년 ~ )은 대한민국의 KBS 아나운서이다.

## 학력
- 개포고등학교 (1990~1993년 졸업 )
- 숙명여자대학교 사학과 학사 졸업 (1993학번~1997년 졸업)
- 서울대학교 대학원 언론학과 졸업 (언론학 석사)

## 경력
- 1997년 1월 : KBS 25기 공채 아나운서
- KBS대전방송총국 지역근무
- 2015년 ~ 2017년 : 제16대 아나운서연합회 회장, 제18대 KBS 아나운서협회 회장

## 진행

### TV
| 연도        | 방송사 | 제목                            | 담당              | 진행기간                            | 비고                                                                  |
| ----------- | ------ | ------------------------------- | ----------------- | ----------------------------------- | --------------------------------------------------------------------- |
| 1999 ~ 2000 | KBS1   | KBS 뉴스광장                    | 보조진행          |                                     | 경제 2000, 문화마당, 문화계소식                                       |
| 2000 ~ 2001 | KBS1   | KBS 마감뉴스                    | 진행              | 2000년 10월 9일 ~ 2001년 4월 27일   |                                                                       |
| 2000        | KBS2   | 뉴스투데이                      | 임시 진행         | 2000년 11월 27일 ~ 2000년 11월 30일 | 황정민 아나운서의 휴가로 대신 진행                                    |
| 2000 ~ 2001 | KBS2   | 경제전망대                      | 패널              |                                     | 눈높이 경제                                                           |
| 2001 ~ 2003 | KBS1   | 경제전망대                      | 패널              |                                     | 눈높이 경제                                                           |
| 2002 ~ 2003 | KBS1   | 가족오락관                      | 진행              | 2002년 4월 6일 ~ 2003년 6월 21일    |                                                                       |
| 2004 ~ 2007 | KBS1   | 사랑의 가족                     | 첫진행            | 2004년 5월 1일 ~ 2007년 4월 26일    | 392회 ~ 416회(주1회)                                                  |
| 2004 ~ 2007 | KBS1   | 사랑의 가족                     | 첫진행            | 2004년 11월 1일 ~ 2007년 4월 26일   | 417회 ~ 1025회(주4회)                                                 |
| 2015 ~ 2024 | KBS1   | 사랑의 가족                     | 재진행            | 2015년 1월 3일 ~ 2024년 1월 20일    | 2565회(신년특집) ~ 3004회                                             |
| 2015 ~ 2024 | KBS1   | 사랑의 가족                     | 내레이션 (재진행) | 2015년 1월 3일 ~ 재진행중           |                                                                       |
| 2004 ~ 2005 | KBS1   | 사랑의 리퀘스트                 | 진행              | 2004년 7월 3일 ~ 2005년 10월 29일   |                                                                       |
| 2010        | KBS2   | 생방송 오늘 (신), (2009 ~ 2011) | 패널              | 2009년 10월 19일 ~ 2011년 5월 28일  |                                                                       |
| 2010 ~ 2011 | KBS1   | 세상은 넓다                     | 진행              | 2010년 5월 31일 ~ 2011년 11월 16일  |                                                                       |
| 2013        | KBS2   | 여유만만 (舊)                   | 출연              | 2013년 1월 25일                     |                                                                       |
| 2013        | KBS2   | 여유만만 (舊)                   | 출연              | 2013년 4월 19일                     | KBS아나운서들의 맛집 여행기                                           |
| 2013 ~ 2014 | KBS2   | 여유만만 (舊)                   | 진행              | 2013년 10월 22일 ~ 2014년 12월 31일 |                                                                       |
| 2015 ~ 2020 | KBS1   | 시니어토크쇼 황금연못           | 패널              | 2015년 1월 3일 ~ 2020년 9월 12일    | 1회(신년특집) ~ 283회                                                 |
| 2018        | KBS2   | KBS 글로벌 24                   | 진행              | 2018년 3월 26일 ~ 9월 14일          |                                                                       |
| 2019        | KBS1   | 아침마당                        | 출연              | 4월 15일                            | <8347회> [월요토크쇼 베테랑]《매일 듣고 싶은 목소리, DJ 아나운서》    |
| 2019        | KBS1   | 아침마당                        | 출연              | 11월 10일                           | <8497회> [월요토크쇼 명불허전] 《몇 대 몇! 추억의 가족오락관》        |
| 2020        | KBS1   | 아침마당                        | 출연              | 11월 2일                            | <8746회> [월요토크쇼 명불허전] 《KBS 일당백 교양 있는 아나운서들》    |
| 2021        | KBS1   | 아침마당                        | 출연              | 2월 1일                             | <8810회> [월요토크쇼 명불허전] 《마스터 클래스 - 집콕의 여왕》        |
| 2021        | KBS1   | 아침마당                        | 출연              | 10월 29일                           | <9001회> [생생토크 만약 나라면] 《여보 우리집 돈 관리는 내가 할께》   |
| 2021        | KBS1   | 아침마당                        | 출연              | 11월 19일                           | <9016회> [생생토크 만약 나라면] 《아직도 포옹하는 부부가 있다고요》   |
| 2022        | KBS1   | 아침마당                        | 출연              | 1월 28일                            | <9066회> [월요토크쇼 명불허전] 《마스터 클래스 - 집콕의 여왕》        |
| 2023        | KBS1   | 아침마당                        | 출연              | 4월 3일                             | 《9362회 월요토크쇼 명불허전 - KBS 아나운서들에겐 특별한 게 있다?! 》 |
| 2023        | KBS1   | 아침마당                        | 2인 1조 도전자    | 9월 1일                             | 《9469회(방송의 날 특집) 행복한 금요일 쌍쌍파티 - 》>                 |
| 2021        | KBS2   | 2TV 생생정보                    | 내레이션          | 11월 11일                           | 1429회 [부부별곡] 《의성 염소 부부의 행복 키우기(경상북도 의성군)》   |
| 2023        | KBS2   | 2TV 생생정보                    | 내레이션          | 7월 21일                            | 1853회 [찍어서 세계 속으로] 《스위스에서 여름 나기》                  |

### 라디오
- 2003년 ~ 2007년 : KBS 쿨FM 《윤지영의 3시와 5시 사이》
- KBS 1라디오 《공부가 재미있다》
- KBS 3라디오 《명사들의 책읽기》
- KBS 한민족방송 《문화 공감》